# Авион
Авион (аероплан, ваздухоплов; фр. avion, лат. avis — „птица”) је направа за летење чврсте конструкције. Састоји се из тела (змаја) (труп, крила, узгонске и командне површине, стајни трап), опреме и погона. Прву успешну конструкцију, с реализацијом, су извели браћа Вилбур и Орвил Рајт (Wright). На тој својој конструкцији су успели да полете 1903. године. То је забележено као историјски почетак лета човека с направом која се назива „авион”.
Масовно коришћење авиона у борбену намену је започето крајем Првог светског рата.
Бројчана надмоћ борбене авијације се доминантно одразила на исход Другог светског рата, јер ко контролише небо тај контролише и битку и територију у којој се води.
Авиони се користе у цивилне и војне сврхе. У цивилне сврхе они служе за превоз робе и путника, док за војне сврхе служе за превласт у ваздушном простору и за дејство из ваздуха по земаљским циљевима и на пловне објекте.

## Први авиони
Прве летелице којом ће управљати човек конструисао је Немац Ото Лилијентал. Он је у периоду између 1891. и 1896. године извео неколико летова. Приликом једног је изгубио живот када му се срушила летелица. Својим експериментима је указао на принципе летења и контролисања летелице. Пре њега, 1840. године Енглези, Вилијам Хенсон и Џон Стрингфелоу, су направили авион са парним мотором. Њихов авион "Ваздушна парна кочија" послужио је као пример многим конструкторима после њих. Карактеристике ове летелице биле су: одвојена крмила правца и висине, крила од платна и дрвета која су била укосо постављена. Покретао ју је лаган парни мотор, једини доступан у то доба. Он је покретао две истоветне елисе. Међутим, не постоје званични подаци да су летели. Први званично успешан лет летелице теже од ваздуха којом је било могуће управљати изведен је 17. децембра 1903. године у близини места Кити Хок, у Северној Каролини, у САД. Авион "Флајер I" (Flyer I) који су конструисали браћа Вилбур и Орвил Рајт имао је два крила, горње и доње, крмило висине које је служило за пењање и понирање, крмило правца које је служило за окретање. Био је покретан сопственим лаким бензинским мотором који је био повезан на две елисе. На доњем крилу лежао је и управљао пилот. Резултат овог лета била су три метра висине и 12 секунди трајања. Пилот је био Орвил Рајт. Тог дана су изведена још три лета, а најуспешнији и најдужи лет је трајао 59 секунди при коме је пређено 260 метара раздаљине.

## Развој авиона и авијације
У деценији после браће Рајт авиони као превозно средство постају све популарнији. Такође авијација постаје веома популаран спорт. Биле су одржаване авионске трке и изложбе широм света, а пилоти су остваривали летове на велике даљине. Брзински рекорд је већ 1913. године био 203 km/h, а рекорд у дужини лета 1021 km. Четири године раније француски пилот и конструктор Луј Блерио својим авионом "Блерио XI" је прелетео Ламанш. Кренувши из Калеа стигао је у Довер. То је био први међународни авионски лет преко водене површине. Такође "Блерио XI" је био међу првим успешним једнокрилцима. 1908. године Блерио је увео закрилца ради боље контроле лета. За време Првог светског рата долази до масовне производње авиона за потребе војске. Тада долази и до увођења новина у конструисање авиона. Тако је немачки конструктор Хуго Јункерc 1915. године израдио авион "Јункерс Ј1", једнокрилца који је био у потпуности од метала са крилима која су се у потпуности држала за труп својим унутрашњим рамом, за разлику од претходних типова са спољним подупирачима и сајлама. 1919. године британски авијатичари Џон Алкок и Артур Витен Браун извели су први лет преко Атлантика без паузе. 19. мај 1927. амерички пилот поштанских авиона, Чарлс Линдберг, је у новом једнокрилцу "Дух Сент Луиса", који је био у потпуности од метала кренуо из Њујорка за Париз. Након 33 сата и 30 минута беспрекидног летења стигао је на одредиште обавивши тако прво самостално путовање преко Атлантика. За овај подвиг добио је 25 хиљада америчких долара. 20. мај 1932. године Американка Амелија Ерхарт кренула је из Харбор Грејса на Њуфаундленду за Париз с намером да понови Линдбергов подвиг. Након 14 сати и 56 минута због техничких проблема и јаких северних ветрова, слетела је на пашњак у Северној Ирској. Тиме је постала прва жена на свету која је прелетела Атлантик.

### Путнички авиони
Први путнички авион у свету почео је редован саобраћај летећи преко залива Тампа на Флориди 1914. године У Европи први комерцијални летови успостављени су 1919. године, непосредно по завршетку Првог светског рата. Први путнички авиони су били модификовани војни авиони. Један од њих био је и "Фарман голијат". Имао је капацитет од 11 места. Летење оваквим авионима било је врло неудобно јер је у њима било врло хладно. Велики проблем представљале су бука и вибрација од мотора. Двадесетих и тридесетих година, у производњи авиона дрво је замењено металом, а трупови су почели да се праве од цевастих конструкција. Такође, авиони су имали само један пар крила. Први савремени авион за комерцијалне летове био је "Боинг 247". Овај једнокрилни двомоторац који је у потпуности био од метала имао је капацитет од само 10 путника, али је летео брзином од чак 300 km/h. Израђен је 1933. године у САД. Три године касније такође у Америци се појавио авион "Даглас ДЦ-3" популарно назван "Дакота". Имао је капацитет од 21 места и био је веома коришћен. Неки од модела овог авиона се и данас користе за потребе америчке поште.

## Авионски мотори
Постоје четири велике групе авионских мотора и оне су:
1. Клипни мотори - Потисак код ових мотора ствара пропелер који ваздух потискује уназад као вентилатор и ствара једнак потисак у супротном смеру. Овакви мотори били су карактеристични за двокрилце и једнокрилце пре настанка млазних мотора. Данас једино мали авиони користе овакве моторе.
2. Турбопропелерски мотори - Слични су клипним моторима јер имају пропелер, али њега покреће гасна турбина која производи директан потисак избацивањем издувних гасова. Користе се углавном за авионе који лете на краћим раздаљинама, јер су неекономични.
3. Турбомлазни мотори - То су у ствари гасне турбине које црпе снагу из сагорелих гасова који избијају из њеног задњег краја. Веома су снажни, али троше много горива и веома су бучни. Постоје и верзије које имају уграђену комору догоревања у којој сагорева вишак горива у издувним гасовима да би се повећао потисак.
4. Турбовентилаторски мотори - Користе се код већине савремених путничких авиона јер комбинују велику снагу, економичну потрошњу горива и релативно низак ниво буке. Код ових мотора врели сабијени ваздух се избацује из задњег дела мотора и покреће га унапред. Ваздух се усисава у мотор помоћу вентилатора који се брзо окреће и налази се испред компресора. Вентилатор покреће друга турбина која се налази на задњем делу мотора. Део усисаног ваздуха се спроводи око коморе за сагоревање, а потом се спаја са издувним гасом. Ови мотори имају уређаје за промену правца млаза. Када су они укључени, млаз врелих издувних гасова креће се унапред, а не уназад и ствара снагу која брзо успорава авион који слеће. Електрична енергија коју користи авион се обезбеђује из ових мотора. Такође, део ваздуха из компресора се издваја за одржање притиска ваздуха у кабини.

## Млазни авиони

### Настанак млазних мотора
Прве млазне моторе изумели су Ханс Фон Охајн у Немачкој и Сер Френк Витл у Великој Британији независно један од другог. Идеја о млазном мотору била је Витлова. Први млазни авион полетео је 1939. године. Људи су се веома заинтересовали за млазне моторе, па су почели са њиховим уграђивањем у цивилне, војне и авионе на ракетни погон који су грађени ради испитивања могућности летења великим брзинама. Тако авион на ракетни погон "Х-15" још увек држи рекорд у брзини од 7247 km/h.

### Типови и примене млазних авиона
Први путнички млазни авион на свету био је "Комета де хевиленд". Маја 1952. године први пут је повезао путнике на путовање од Енглеске до Италије. Крајем педесетих година 20. века у САД почиње да лети авион "Боинг 707" на редовним линијама преко Атлантика и у САД. Шездесетпетих година развој турбомлазних мотора омогућује израду широкотрупних авиона популарно званих "џамбо-џет". Тиме је најављена ера масовног и јефтиног ваздушног саобраћаја. Најпознатији авиони овог типа били су "Боинг 747" и "Боинг 777". "Боинг 747" је све до 2006. године носио титулу највећег путничког авиона на свету. Тада је европски конзорцијум произвођача авиона изградио суперџамбо "Ербас А380" са две палубе који може да прими 1000 путника. Капацитет "Боинга 747" био је упола мањи. 1968. године паралелно у Совјетском Савезу и Француској настају први надзвучни авиони. То су били "Тупољев 144" и "Конкорд". Карактеристике ових авиона биле су: дугачак и узак труп, оштри врх који могао по потреби да се обара, троугласта "делта" крила, велика 4 мотора испод крила, велика потрошња горива, брзина двапут већа од звука. Због великих трошкова и загађивања околине повучени су из употребе. "Конкорд" је могао да пређе пут од САД до Европе за само три сата захваљујући својој брзини. Међутим, не могу сви авиони да преваљују велике раздаљине и да буду велики. Постоје авиони попут "БАе 146" који се користи само за превоз путника на кратким летовима. Због тога се авиони оваквог типа називају авионима за кратке релације и погодни су за аеродроме који се налазе у градовима. Постоје и "џетстрим" авиони који су у основи млазни авиони али имају пропелере. Имају два мотора који се зову млазно-елисни мотори и покрећу елисе. Овакви авиони су веома мали и користе се углавном превоз путника на мањим релацијама. У САД било који авион којим путује председник сматра се председничким авионом. Тај авион је познат под називом "Air Force One". Најчешће је то посебно адаптирани "Боинг 747".

## Црна кутија
У сваком авиону, из безбедносних разлога, постоји уређај за бележење свих елемената лета, познат као "црна кутија". Овај уређај бележи све маневре авиона. У њој се налазе траке које се преслушавају у случају незгоде или пада авиона и на основу њихове анализе утврђује се шта је било погрешно. Направљене су да буду чврсте и несаломиве да би у случају несреће остале сачуване. Иако се називају црним, оне су у ствари светлонаранџасте боје.

## Начини израде авиона

### Конструкција
Авиони обично имају костур начињен од лагане легуре као што је дуралуминијум. Покривени су плочама лаганог материјала које чине омотач и труп веома снажним, попут цеви. Крила су направљена на сличан начин. Пре него што је та техника развијена, двадесетих година 20. века, авиони су имали дрвене или металне костуре прекривене платном и учвршћене жицом.

### Покретање
Већина модерних авиона користи млазне моторе разних типова. Чак и кад се користи елиса, погон може да долази из турбоелисног мотора. Све до педесетих година већина авиона имала је елисе покретане класичним моторима. Неки мали авиони то имају и данас. Ови мотори раде по истом принципу као и мотори аутомобила.

## Фабрике авиона
Две најпознатије фабрике путничких авиона у свету су Ербас и Боинг. Наравно, постоји још фабрика авиона (Ембраер, Тупољев, Иљушин, Марсел Дасо, Бритиш Аероспејс, Фокер, Даглас, АТР, Саб, Антонов, Цесна итд.), али ове две су фабрике с највећим бројем продатих авиона. За сада, Боинг надмашује Ербас у броју продатих путничких авиона, али то је зато што је Боинг почео да се бави продајом авиона почетком 20. века, а Ербас тек крајем 70-их. Међутим, већи раст продаје авиона бележи Ербас од Боинга, пре свега због добрих партнерских и економских веза Европске уније и због бржег увођења нових технологија у серијске стандарде.

### Ербас
Ербас је произвођач авиона Европске уније. Акције компаније држе више разних фирми ЕУ. Ербас је компанија која је направила највећи путнички авион на свету, Ербас А380 Airbus А380 Super Jumbo с два нивоа читавом дужином трупа, а у стању је да прими преко 550 путника. Ербас поседује електричне команде лета Fly-by-wire, што доприноси уштеди укупне масе, велике могућности за моделирање закона управљања с авионом и олакшава интеграцију авионских система опреме.

### Боинг
Боинг је први прави велики произвођач путничких, транспортних и борбених авиона. Боинг има седиште у САД. Донедавно је био власник највећег путничког и транспортног авиона на свету (Џамбо-џета) - Boeing 747 Jumbo Jet. Боинг је убедљиво лидер по броју продатих авиона, а њихов најпопуларнији путнички и транспортни модел (Боинг 737) је продат у више примерака него сви ербасови произведени авиони.

## Различити типови авиона
Постоји велики број летелица које имају различите и спортске намене. Ту спадају хеликоптери, једрилице, балони и дирижабли. Постоје војни авиони са кратким залетом, или, чак, вертикалним узлетањем и слетањем. Британски „хариер“ је најпознатији авион те врсте.
Авиони се најчешће фарбају у белу боју.